# 沙朗通門站
沙朗通門站（法語：Porte de Charenton）是巴黎地鐵的一個車站。沙朗通門站開通於1931年5月5日，是巴黎地鐵8號線延長工程的一部分，是當時巴黎地鐵8號線延長工程的南側起點站。車站名稱來自於19世紀巴黎城門沙朗通門。

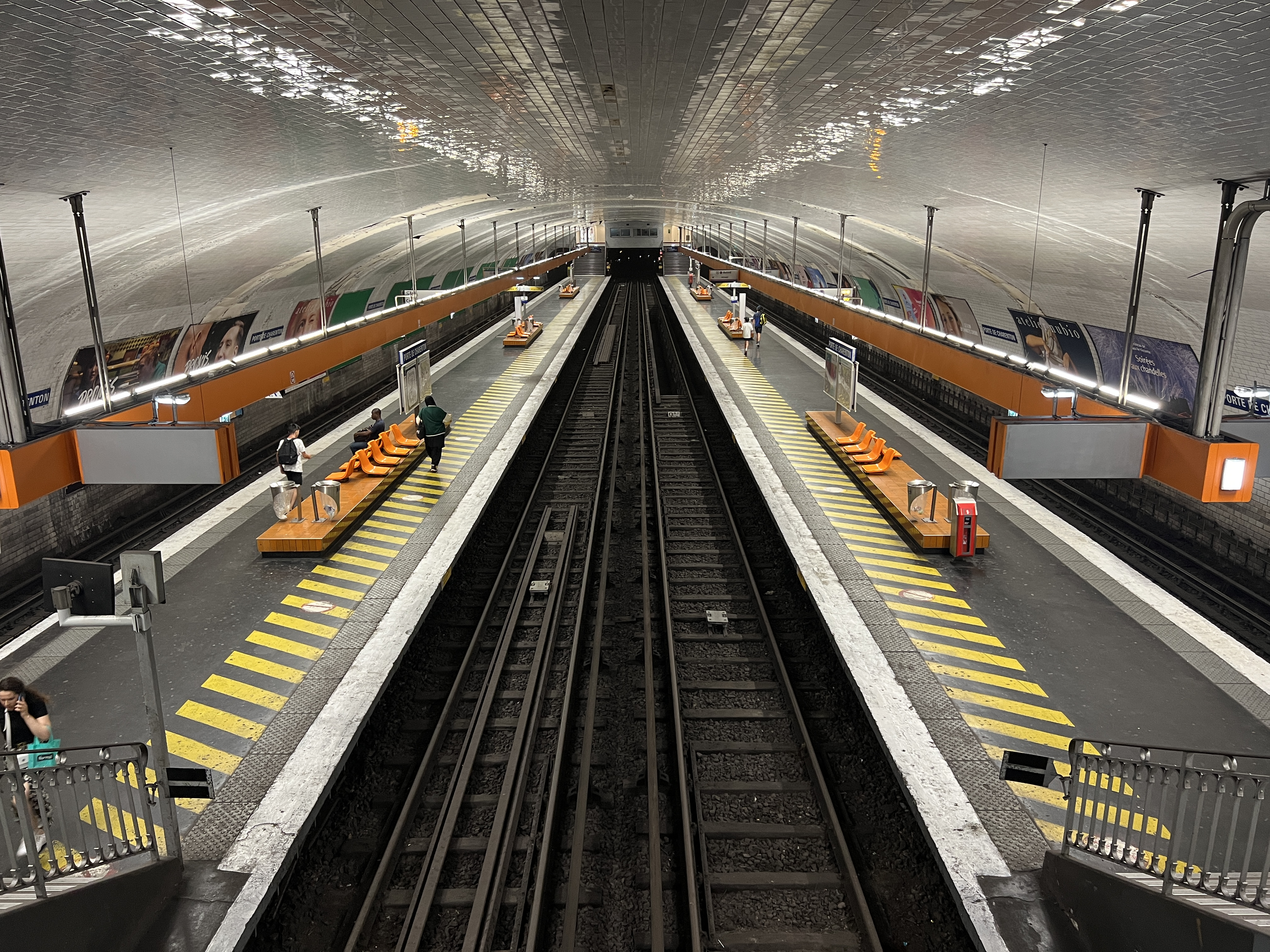
月台（2022年7月）

## 車站結構
| 街道層 |                    |                  |
| B1     | 夾層               |                  |
| 月台層 | 西行               | 無定期服務       |
| 月台層 | 島式月台，右側開門 |                  |
| 月台層 | 西行               | 往巴拉（鍍金門） |
| 月台層 | 東行               | 往湖之角（自由） |
| 月台層 | 島式月台，右側開門 |                  |
| 月台層 | 東行               | 無定期服務       |